# 小行星1535
小行星1535（1535 Paijanne）是一颗围绕太阳公转的小行星。1939年9月9日，爾約·維薩拉在图尔库发现了此天体。
該小行星以芬蘭的派延奈湖命名。
这颗小行星的绝对星等为36.45015等。